# Simon Krečič
Simon Krečič, slovenski pianist in dirigent, * 18. junij 1979, Ljubljana, Slovenija.

## Življenje
Simon Krečič sprva študiral klavir Akademiji za glasbo v Ljubljani, kjer je diplomiral leta 2002 v razredu Acija Bertonclja. Leta 2005 je opravil podiplomski študij v razredu Aleksandra Madžarja na visoki umetniški šoli v Bernu. V času podiplomskega izpopolnjevanja v Švici je začel študirati še dirigiranje (mentor Dominique Roggen) in je dirigiral več švicarskim orkestrom (UNI Orchester Bern, Kammerorchester Spiez, Orchester der HKB Bern). Tako je leta 2005 posnel prvo zgoščenko kot dirigent, njegov debut, posnetek otroške opere »Schneewyttli« Rolanda Zossa, je bil kasneje tudi nagrajen. Novembra 2008 se je udeležil mednarodnega dirigentskega tekmovanja v italijanskem Grosettu, kjer je kot tretjenagrajenec dirigiral mestnemu orkestru. Krečič od septembra leta 2009 vodi orkester Domžale-Kamnik, od leta 2009 je redni gost orkestra Slovenske filharmonije, od leta 2010 pa tudi redni gost Simfoničnega orkestra RTV Slovenija. Študij dirigiranja je zaključil še na ljubljanski Akademiji za glasbo, kjer je septembra 2012 z baletno premiero na glasbo Igorja Stravinskega diplomiral v razredu prof. Milivoja Šurbka. 
Simon Krečič je med letoma 2007 in 2012 deloval kot korepetitor v SNG Opera in balet Ljubljana. Sodeluje s številnimi vidnimi domačimi in tujimi solisti, kot spremljevalec-pianist pa je leta 2008 nastopal tudi na svetovni turneji s slovensko violinistko Anjo Bukovec. Mdr. je dirigiral orkestru SNG Opera in balet Ljubljana v baletnih predstavah »Stravinski«  in Don Kihot.
Od decembra 2013 opravlja funkcijo umetniškega direktorja Opere SNG Maribor.